# Verenigde Communistische Partij van Nepal (maoïstisch)
De Verenigde Communistische Partij van Nepal (maoïstisch) (CPN(M)) (Nepalees: नेपाल कम्युनिष्ट पार्टी (माओवादी-केन्द्र)) is een Nepalese politieke partij die tussen 1996 en 2006 de "Volksoorlog" tegen de koninklijke regering voerde. De CPN(M) is lid van de Revolutionaire Internationalistische Beweging en het Comité van Maoïstische partijen en bewegingen in Zuid-Azië.

## Geschiedenis
De CPN(M) werd in 1994 opgericht en wordt sindsdien geleid door voorzitter Prachanda. Toen de CPN(M) in 1996 van verkiezingsdeelname werd uitgesloten, begon de partij op 13 februari 1996 een "Volksoorlog" tegen koning Birenda en diens regering. Belangrijkste punt van de CPN(M) was het omverwerpen van de monarchie en de oprichting van een volksrepubliek. Zij streven emancipatie van de arme boeren en herverdeling van de landbouwgronden na. De CPN(M) wijst het democratisch bestel af. Tot ongeveer 2000 controleerde de CPN(M) militairen (Volksbevrijdingsleger) in grote delen van het westen van het land (met name het platteland). Sinds het begin van de 20e eeuw lukt het de CPN(M) om steeds meer grip te krijgen op het oosten van het land, met uitzondering van de Kathmandu-vallei (de hoofdstad en omliggende gebieden). Na de moord op koning Birenda in 2001 begon de nieuwe koning Gyanendra met zijn leger een groot offensief. De gevechten tussen de CPN(M) en het regeringsleger werden zeer heftig en eisten duizenden doden aan weerszijden. In april 2002 beheersten de maoïsten een kwart van het land, tijdens de wapenstilstand van januari–augustus 2003 al ruim de helft, terwijl de populariteit van de CPN(M) steeds verder groeide en in de door de CPN(M) veroverde gebieden radicale landhervormingen werden doorgevoerd en volksraden ingesteld. Ondertussen werd het autocratische koningshuis en vooral koning Gyanendra steeds impopulairder en nam de weerstand tegen zijn bewind ook onder de niet-maoïstische bevolking, die naar meer democratie neigde, steeds verder toe.
Toen in april 2006 de koning een grondwettelijke staatsgreep pleegde, leidde dit tot een spontane volksopstand. De maoïstische rebellen kondigden een wapenstilstand af en traden in onderhandelingen met de zes andere politieke partijen, terwijl een algemene staking in werking trad. De door het regime ingestelde spertijd verhinderde dit niet, en toen het leger hardhandig ingreep kwam het tot massale pro-democratische en antiregeringsdemonstraties in de hoofdstad Kathmandu, waarbij politie en leger grotendeels afzijdig bleven. Onder deze druk herstelde koning Gyanendra op 24 april de bevoegdheden van het parlement en ging akkoord met een door de zeven partijen voorgestelde interim-regering onder leiding van premier Girija Prasad Koirala, die hij 25 april aanstelde. Dit was de maoïsten aanvankelijk onvoldoende: men eiste de afschaffing van de monarchie en de instelling van een grondwetgevende vergadering, en dreigde de wapens op te nemen als hier niet aan voldaan werd. Op 27 april ging men toch akkoord met een drie maanden durende wapenstilstand en het democratische proces een kans te geven. Op 18 mei tekende de interim-regering een akte die het parlement een leger van 90.000 soldaten gaf, het Nepalese koningshuis de meeste rechten ontnam en enkele verplichtingen stelde, en de hindoeïstische staatsgodsdienst afschafte om een seculiere staat in te stellen (18 mei 2006). Op 21 november 2006 werd tussen de regering en de maoïstische rebellen een definitieve vredesovereenkomst gesloten die de burgeroorlog formeel beëindigde.
Na de verkiezingen voor een grondwetgevende vergadering van 10 april 2008 werd de CPN(M) met 220 van de 564 de grootste fractie in het Nepalese parlement; de Nepalese Congrespartij behaalde er 110. Tijdens de eerste bijeenkomst stemden 560 van de 564 voor de invoering van een federale democratische republiek, waarmee met ingang van 28 mei 2008 de monarchie werd afgeschaft. In mei 2009 werden de maoïsten echter alweer uit de coalitie verstoten. Na verscheidene korte coalities kwamen ze in augustus 2011 weer aan de macht met de maoïst Bhattarai als premier. De grondwetgevende vergadering slaagde er echter niet op tijd in een nieuwe grondwet op te stellen en in te voeren, wat nieuwe grondwetgevende verkiezingen noodzaakte. Op 19 november 2013 leed de CPN(M) daarbij een gevoelige nederlaag en werd met 80 zetels de derde partij van Nepal. Prachanda beweerde aanvankelijk nog dat er fraude was gepleegd, maar onder internationale druk gaf hij toe dat dat niet het geval was. De CPN(M) deed aanvankelijk mee aan coalitiebesprekingen, maar haakte begin februari 2014 af. De eerste partij, de Congrespartij, en de tweede partij, de Communistische Partij (verenigd marxistisch-leninistisch) sloten daarop een akkoord.